# 1936 في سوريا

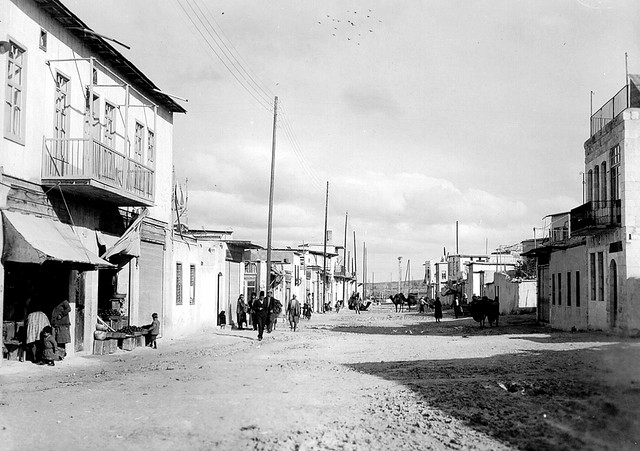
حي الميدان الأرمني في حلب – 1936: مظهر من حياة الجالية الأرمنية في سوريا قبل الحرب العالمية الثانية

فيما يلي قوائم الأحداث التي وقعت خلال عام 1936 في سوريا.

## سياسة

### انتهاء فترة المنصب
- 1 يناير – محمد علي العابد رئيس سوريا.

## مواليد

### يناير
- 1 يناير – أديب شحادة كاتب سوري.
- 1 يناير – حيدر حيدر كاتب سوري.
- 1 يناير – عبد الله الأحمر سياسي سوري.

### أغسطس
- 21 أغسطس – أمين الخياط

### نوفمبر
- 13 نوفمبر – سليم كلاس

## وفيات

### يناير
- 1 يناير – خالد الهاشمي بن عبد القادر الجزائري (مواليد 1875) ضابط جزائري.

### أكتوبر
- 6 أكتوبر – سعيد العاص (مواليد 1889)